# A Little Less Conversation
"A Little Less Conversation" er en komposition af Mac Davis og Billy Strange. Sangen blev indspillet af Elvis Presley i marts 1968 hos Western Recorders Inc. i Los Angeles.
"A Little Less Conversation" blev udsendt som A-side på en single med "Almost In Love" (Luiz Bonfa, Randy Starr) som B-side. Dette skete i september 1968 samtidig med premiere på filmen Live A Little, Love A Little, hvor "A Little Less Conversation" blev anvendt. Singlen nåede ikke i nærheden af hitlisternes top.
"A Little Less Conversation" er endvidere på CD'en fra 18. juli 1995 Command Performances – The Essential 60's Masters, vol. 2, som er en samling af de bedre af Elvis' filmsange fra 1960'ernes mange spillefilm.

## Remixet udgave
"A Little Less Conversation" blev i 2001 anvendt i filmen Ocean's Eleven og året efter opnåede den stor succes i en remixet udgave, hvor den hollandske DJ Tom Holkenborg, under kunstnernavnet Junkie XL, lavede en bearbejdet version til en reklame for "Nike" i forbindelse med VM i fodbold. Denne reklamefilm blev så godt modtaget, at man valgte at udsende denne remixede udgave af den gamle Elvis-sang "A Little Less Conversation" som single den 10. juni 2002, hvor den strøg lige til top på alverdens hitlister.
Denne noget overraskende succes blev allerede 24. september 2002 fulgt op med CD'en "ELV1S 30 #1 HITS" (bemærk at 'i' i Elvis er erstattet af et 1-tal), hvor den nye udgave af "A Little Less Conversation" var med som et "bonusnummer" og blev dermed nummer 31 på CD'en. Denne nye CD blev ligeledes nummer 1 på hitlisterne rundt om i verden, – 25 år efter kunstnerens død!